# Mārtiņš Pļaviņš
Mārtiņš Pļaviņš (* 8. května 1985 Riga) je lotyšský hráč plážového volejbalu. Spolu s Aleksandrsem Samoilovsem se stali v roce 2005 juniorskými mistry světa a startovali na Letních olympijských hrách 2008, kde v základní skupině překvapili vítězstvím nad obhájci titulu, Američany Toddem Rogersem a Philem Dalhausserem, ale v osmifinále vypadli s rakouskou dvojicí Alexander Horst a Florian Gosch.
Po olympiádě začal hrát s Jānisem Šmēdiņšem, společně získali bronzové medaile na mistrovství Evropy v plážovém volejbale 2010 i na Letních olympijských hrách 2012, kde byl Plavinš vlajkonošem lotyšského týmu. Spolu s Haraldsem Regžou získal zlatou medaili na Evropských hrách 2015. Od roku 2015 je jeho spoluhráčem 2015 Hermans Egleskalns. Trénuje je Aigars Birzulis.
V roce 2012 byl vyhlášen nejlepším obranářem FIVB Beach Volleyball World Tour.